# پرز (نام خانوادگی)
پرز (Pérez)، همان‌طور که اغلب در انگلیسی به همین شکل نوشته شده، یک نام خانوادگی است با دارای حداقل دو ریشه متمایز، که یکی از آن‌ها اسپانیایی و دیگری زبان عبری است.
|  |

## تلفظ
در اسپانیایی کاستیل، نام [ˈpeɾeθ] تلفظ شده‌است و در آمریکای لاتین [ˈpeɾes]. همانند تمام نام خانوادگی‌های اسپانیایی، تکیه یا استرس بر روی هجای دوم تا آخر قرار می‌گیرد.
در عبری امروز: [ˈpeʁets].

## فهرست افراد با نام خانوادگی
- آدولفو پرز اسکیبل
- آرماندو پرز
- اتو پرز مولینا
- اسکار پرز رویاس
- اوگو پرس (بازیکن فوتبال)
- ایبان پرز
- بنیتو پرز گالدوس
- تام پرز
- خاویر پرز دکوئیار
- دیه‌گو پرز (تنیس‌باز)
- دیه‌گو پرز
- رزی پرز
- ریکاردو پرز گودوی
- فلورنتینو پرز
- کارلوس آندرس پرز
- کارلی پرز
- کریستیان پرز
- لوئیس ارنستو پرز
- لوئیس پرز-سالا
- لوکاس پرز
- لینییر دومینگز پرز
- وینسنت پرز